# Campionati svedesi di sci alpino 2022
I Campionati svedesi di sci alpino 2022 si sono svolti a Åre dal 22 al 27 marzo; il programma includeva gare di discesa libera, supergigante, slalom gigante, slalom speciale e combinata, sia maschili sia femminili, ma le combinate sono state annullate. 
Trattandosi di competizioni valide anche ai fini del punteggio FIS, vi hanno potuto partecipare anche sciatori di altre federazioni, senza che questo consentisse loro di concorrere al titolo nazionale svedese. 

## Risultati

### Uomini

#### Discesa libera
| Pos. | Atleta             | Nazione  | Tempo   |
| ---- | ------------------ | -------- | ------- |
| 1    | Olle Sundin        | Svezia   | 1:06,40 |
| 2    | Johan Hagberg      | Svezia   | 1:06,71 |
| 3    | Zack Monsén        | Svezia   | 1:06,91 |
| 4    | Tobias Hedström    | Svezia   | 1:07,05 |
| 5    | Emil Nyberg        | Svezia   | 1:07,28 |
| 5    | Filip Steinwall    | Svezia   | 1:07,28 |
| 7    | Isac Hedström      | Svezia   | 1:07,58 |
| 8    | Malte Lindberg     | Svezia   | 1:07,61 |
| 9    | Magnus Sande Graff | Norvegia | 1:07,84 |
| 9    | Sebastian Sandal   | Norvegia | 1:07,84 |

Data: 22 marzo

#### Supergigante
| Pos. | Atleta              | Nazione   | Tempo   |
| ---- | ------------------- | --------- | ------- |
| 1    | Odin Hjartarson     | Svezia    | 1:13,97 |
| 2    | Emil Nyberg         | Svezia    | 1:14,05 |
| 3    | Malte Lindberg      | Svezia    | 1:14,12 |
| 4    | Johan Hagberg       | Svezia    | 1:14,30 |
| 5    | Nikolai Larsen      | Svezia    | 1:14,96 |
| 6    | Jørgen Aarøen Taklo | Norvegia  | 1:15,07 |
| 7    | Marcus Vorre        | Danimarca | 1:15,25 |
| 8    | Sebastian Sandal    | Norvegia  | 1:15,97 |

Data: 23 marzo

#### Slalom gigante
| Pos. | Atleta           | Nazione | Tempo   |
| ---- | ---------------- | ------- | ------- |
| 1    | Lukas Karlberg   | Svezia  | 1:43,66 |
| 2    | Johan Silfält    | Svezia  | 1:43,78 |
| 3    | Fabian Ax Swartz | Svezia  | 1:43,90 |
| 4    | Isac Hedström    | Svezia  | 1:43,97 |
| 5    | Jesper Brändholm | Svezia  | 1:44,03 |
| 5    | Adam Hofstedt    | Svezia  | 1:44,03 |
| 7    | Odin Hjartarson  | Svezia  | 1:44,08 |
| 8    | Axel Lindqvist   | Svezia  | 1:44,23 |
| 9    | Oskar Gillberg   | Svezia  | 1:44,72 |
| 10   | Emil Nyberg      | Svezia  | 1:44,76 |

Data: 26 marzo

#### Slalom speciale
| Pos. | Atleta           | Nazione | Tempo   |
| ---- | ---------------- | ------- | ------- |
| 1    | Axel Lindqvist   | Svezia  | 1:45,93 |
| 2    | Adam Hofstedt    | Svezia  | 1:45,94 |
| 3    | Melker Netinder  | Svezia  | 1:46,71 |
| 4    | William Jonsson  | Svezia  | 1:47,17 |
| 5    | Niklas Ekstrand  | Svezia  | 1:47,32 |
| 6    | Johan Silfält    | Svezia  | 1:47,60 |
| 7    | Gustaf Lindqvist | Svezia  | 1:47,92 |
| 8    | Carl Jonsson     | Svezia  | 1:48,28 |
| 9    | Philip Lundquist | Svezia  | 1:48,30 |
| 10   | Lucas Kongsholm  | Svezia  | 1:49,14 |

Data: 27 marzo

#### Combinata
La gara, originariamente in programma il 23 marzo, è stata annullata.

### Donne

#### Discesa libera
| Pos. | Atleta            | Nazione | Tempo   |
| ---- | ----------------- | ------- | ------- |
| 1    | Johanna Boiardt   | Svezia  | 1:09,39 |
| 2    | Olivia Sellstedt  | Svezia  | 1:09,77 |
| 3    | Amber Adsten      | Svezia  | 1:10,61 |
| 4    | Liza Backlund     | Svezia  | 1:10,76 |
| 5    | Sophie Nyberg     | Svezia  | 1:11,51 |
| 6    | Hedvig Oskarsson  | Svezia  | 1:11,25 |
| 7    | Emma Holmqvist    | Svezia  | 1:12,33 |
| 8    | Tomasine De Brito | Svezia  | 1:12,48 |
| 9    | Tindra Olows      | Svezia  | 1:13,24 |
| 10   | Isa Carlström     | Svezia  | 1:13,54 |

Data: 22 marzo

#### Supergigante
| Pos. | Atleta                  | Nazione | Tempo   |
| ---- | ----------------------- | ------- | ------- |
| 1    | Lisa Nyberg             | Svezia  | 1:14,90 |
| 2    | Sophie Nyberg           | Svezia  | 1:18,09 |
| 3    | Liza Backlund           | Svezia  | 1:18,38 |
| 4    | Amber Adsten            | Svezia  | 1:18,66 |
| 5    | Olivia Sellstedt        | Svezia  | 1:18,93 |
| 6    | Stella Rodling Swanberg | Svezia  | 1:21,62 |
| 7    | Natalia Sahlman         | Svezia  | 1:22,00 |
| 8    | Emma Holmqvist          | Svezia  | 1:22,01 |
| 9    | Tindra Olows            | Svezia  | 1:22,06 |
| 10   | Olivia Kamph            | Svezia  | 1:22,32 |

Data: 23 marzo

#### Slalom gigante
| Pos. | Atleta                  | Nazione | Tempo   |
| ---- | ----------------------- | ------- | ------- |
| 1    | Lisa Nyberg             | Svezia  | 1:44,73 |
| 2    | Estelle Alphand         | Svezia  | 1:45,50 |
| 3    | Cornelia Öhlund         | Svezia  | 1:47,10 |
| 4    | Moa Boström Müssener    | Svezia  | 1:47,42 |
| 5    | Liza Backlund           | Svezia  | 1:47,83 |
| 6    | Hedda Martelleur        | Svezia  | 1:48,19 |
| 7    | Sophie Nyberg           | Svezia  | 1:48,50 |
| 8    | Ronja Dahlin            | Svezia  | 1:48,60 |
| 9    | Saga Jonsson            | Svezia  | 1:48,61 |
| 10   | Elsa Håkansson-Fermbäck | Svezia  | 1:48,77 |

Data: 26 marzo

#### Slalom speciale
| Pos. | Atleta                  | Nazione | Tempo   |
| ---- | ----------------------- | ------- | ------- |
| 1    | Elsa Håkansson-Fermbäck | Svezia  | 1:49,59 |
| 2    | Hanna Aronsson Elfman   | Svezia  | 1:50,05 |
| 3    | Cornelia Öhlund         | Svezia  | 1:50,07 |
| 4    | Moa Boström Müssener    | Svezia  | 1:50,12 |
| 5    | Liv Ceder               | Svezia  | 1:51,05 |
| 6    | Estelle Alphand         | Svezia  | 1:52,23 |
| 7    | Susanne Jakobsen        | Svezia  | 1:52,56 |
| 8    | Liza Backlund           | Svezia  | 1:53,19 |
| 9    | Stella Rodling Swanberg | Svezia  | 1:53,79 |
| 10   | Tomasine De Brito       | Svezia  | 1:53,86 |

Data: 27 marzo

#### Combinata
La gara, originariamente in programma il 23 marzo, è stata annullata.